# Jerzmanowice (Basse-Silésie)
Pour les articles homonymes, voir Jerzmanowice.
Jerzmanowice est une localité polonaise de la gmina de Chojnów, située dans le powiat de Legnica en voïvodie de Basse-Silésie.